# Ashraf os-Saltaneh
Ashraf os-Saltaneh (in persiano اشرف السلطنه‎; Kermanshah, 1863 – Mashhad, 1914) è stata una principessa della Dinastia Qajar, considerata la prima fotografa iraniana ed una delle primissime giornaliste dell'epoca.

## Biografia
Ezzat Malek Khanoum nacque nel 1863, nipote del principe Mohammad Ali Mirza Dowlatshah (1789 – 1821) e pronipote dello Scià di Persia Fath Ali Shah (1772 – 1834). Nel 1871 si trasferì a Tehran, dalla cittadina rurale di Kermanshah, quando sposò il principe Mirza Mohammad Hasan Khan E'temad os-Saltaneh (1843-1896), scrittore, traduttore e addetto stampa personale dello Scià di Persia Nāṣer Al Dīn (1831– 1896). Nel 1887 ottenne il titolo di Ashraf os-Saltaneh e divenne una delle cortigiane del harem della preferita dello Scià, Anis Al Dawla ( 1842? – 1896/1897).
Di forte carattere, grande cultura, amante della scrittura e delle nuove tecnologie, Ashraf os-Saltaneh comprese a pieno l'importanza sociale e l'innovazione culturale del regno di Nasir Al-Din Shah Qajar raccolse, trascrisse e conservò i Diari di Mohammad Hasan Khan E'temad os-Saltaneh. Oltre a nove articoli che scrisse col marito e centinaia di foto scattate a corte.

## Alla corte dello Scià di Persia Nasser al-Din Shah Qajar
Molte delle più conosciute immagini della vita domestica e femminile qajar furono scattate alla corte di Nasser al-Din Shah Qajar, da fotografi stranieri e cortigiane appassionate di fotografia, in primis Ashraf os-Saltaneh. Mai prima di allora si erano fotografate le donne, gli harem e la quotidianità della vita di corte. 

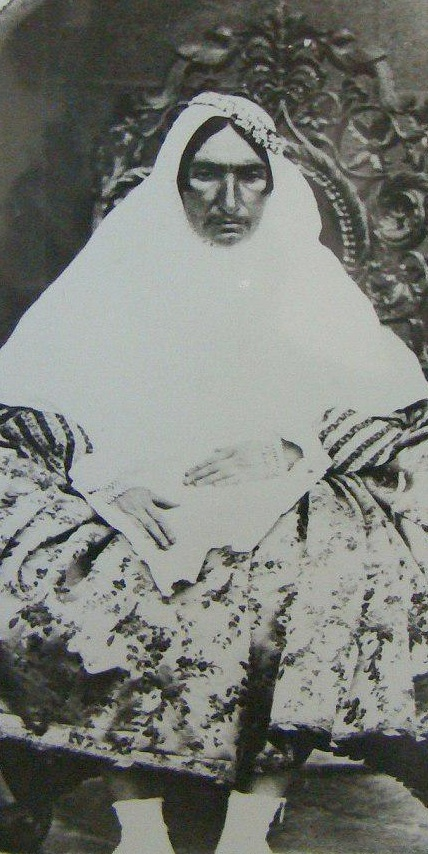
La principessa Beygom Khanoum Qajar.
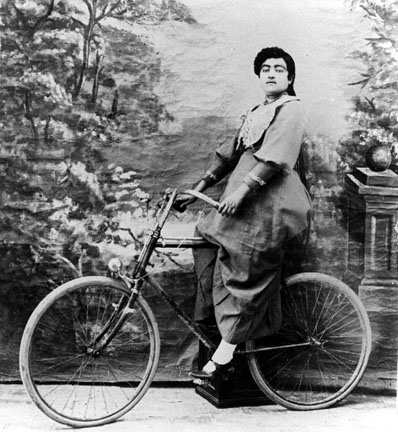
Principessa qajar.
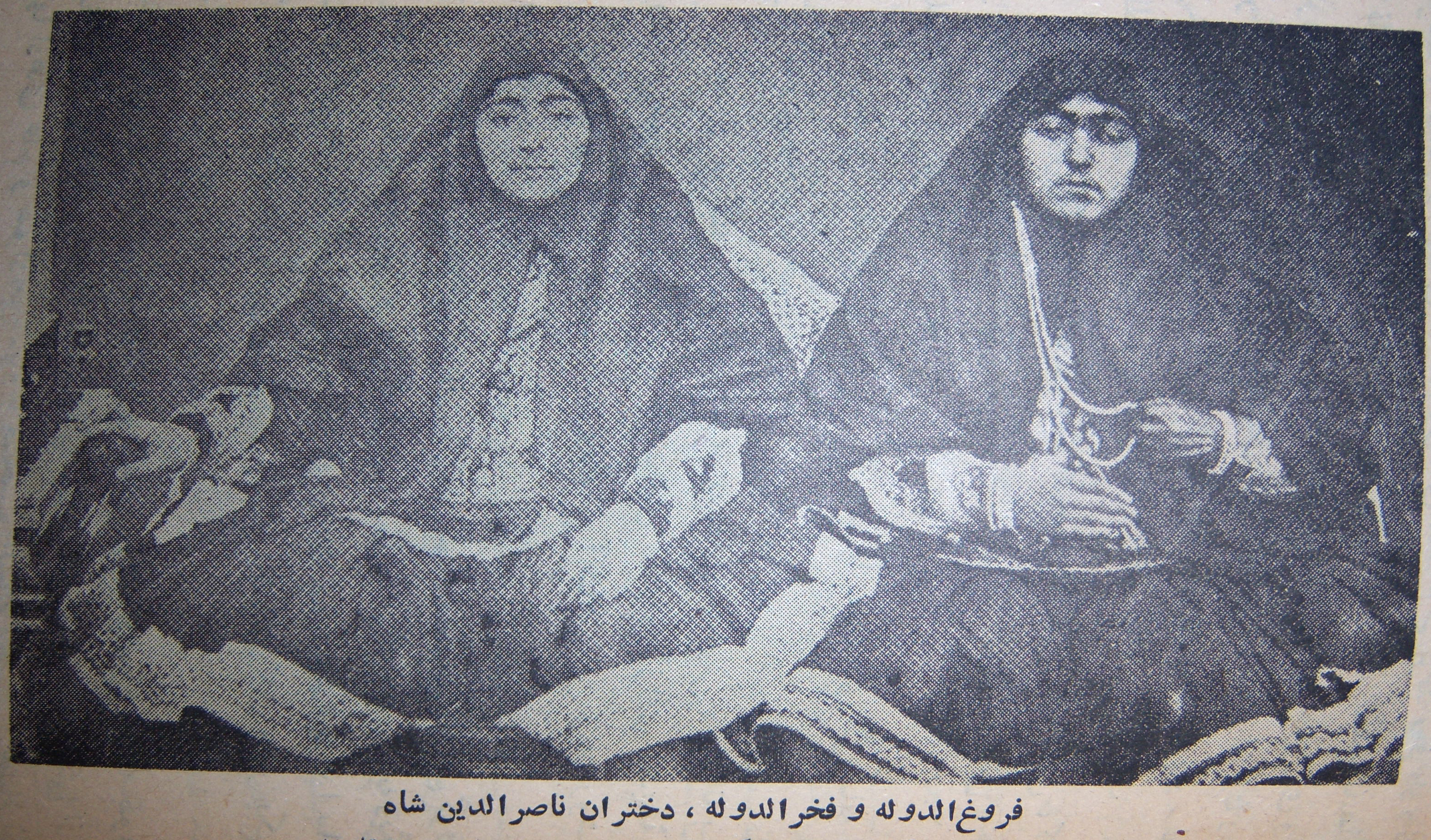
La principessa Fakhr-ol-Dowleh e sua sorella Forouq-ol-Dowleh figlie di Nasser al-Din Shah Qajar.
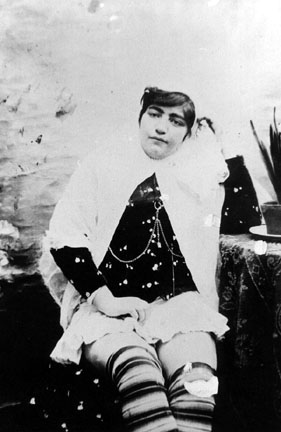
Principessa qajar.
Cortigiana qajar fumando il qalyan, 1900 circa, immagine del fotografo russo Antoin Sevruguin[10].
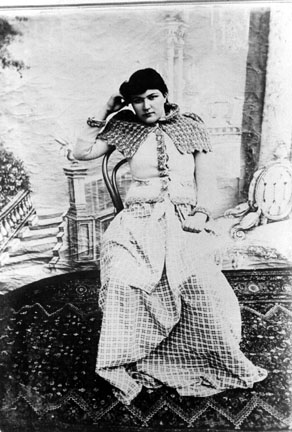
Principessa qajar.
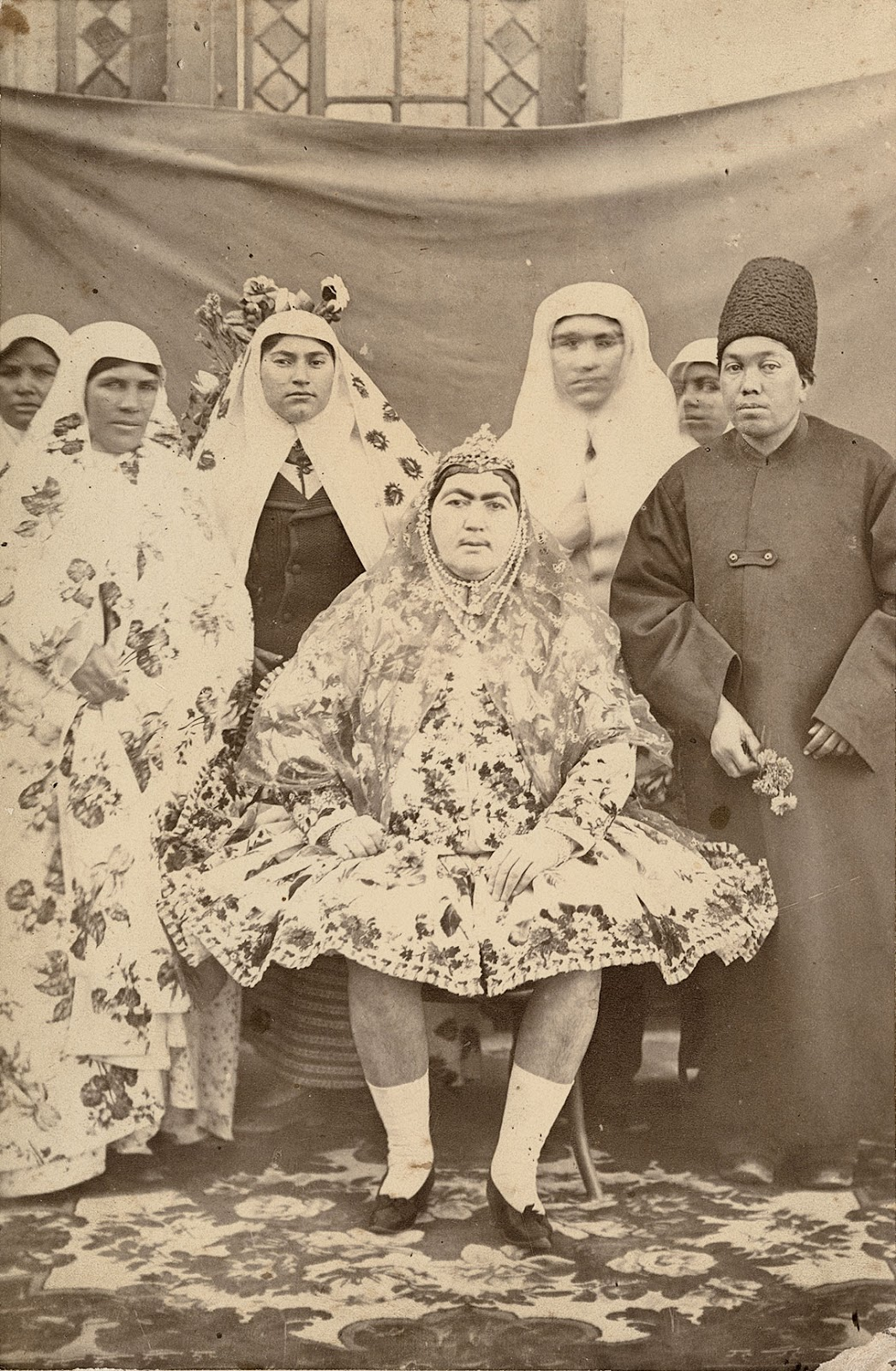
La principessa Anis al-Dawla e la sua corte, probabile foto di Ashraf os-Saltaneh.

## Titoli e onorificenze
- "Amirzada o Amirzadi" (principessa).
- "Begum Khanoum" (sua eccellenza la signora).